# Onufri

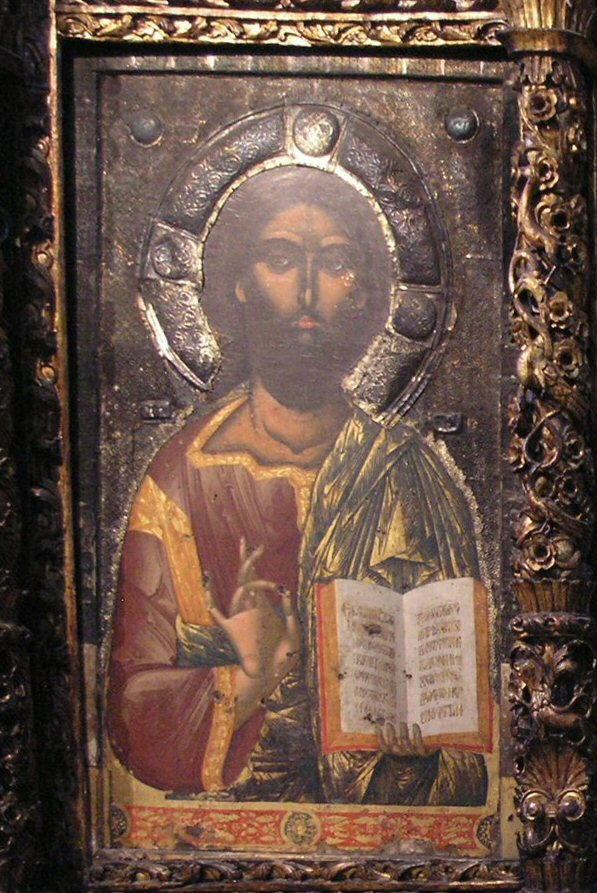
Christus-Ikone von Onufri, Detail der Ikonostase in der Kathedrale von Berat (Albanien)

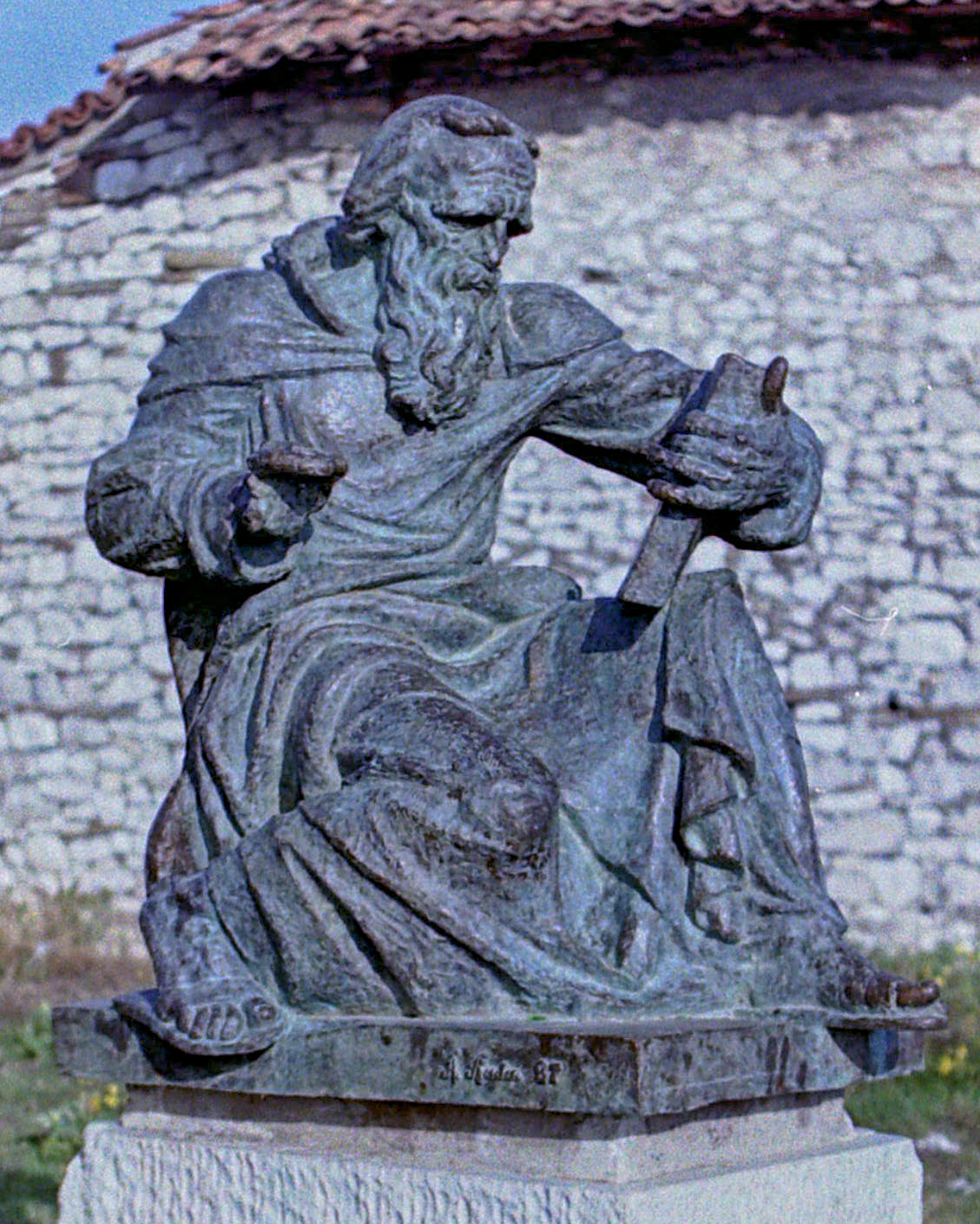
Onufri-Skulptur in Berat

Onufri, auch Onufri Argitis (* 15. oder 16. Jahrhundert in Berat; † 16. oder 17. Jahrhundert), war ein orthodoxer Geistlicher und einer der bedeutendsten Ikonenmaler des 16. Jahrhunderts in Südosteuropa. 

## Leben und Werk
Onufri war vermutlich albanischer Abstammung. Zeugnisse seines Wirkens sind vor allem in Mittel- und Südalbanien überliefert. Über das Leben des Künstlers ist wenig mehr als sein Name und die Daten einiger seiner Arbeiten überliefert. Seit 1547 arbeitete er für mehrere Jahre in Berat und nach 1555 in Shelcan nahe Elbasan. Ferner weiß man, dass er eine eigene Malschule und Werkstatt begründete, die von seinem Sohn Nikolla weitergeführt wurde.
Auf der Burg von Berat, der Stadt für deren Kirchen Onufri besonders viele Ikonen und Fresken schuf, gibt es ein Onufri-Museum, in dem seine Bilder ausgestellt werden.
Legendären Ruhm erlangte Onufri durch die Verwendung eines besonderen rötlichen Tones bei seiner Malerei, der von keinem anderen Ikonenmaler reproduziert werden konnte.
In Albanien wird einmal im Jahr der „Onufri-Preis“ ausgeschrieben, der sich an internationale Künstler, auch an Studenten, richtet.